# BMW 3.0 CSL Hommage
El BMW 3.0 CSL Hommage es un automóvil fabricado para celebrar el 40 aniversario de BMW en Norteamérica y el gran éxito en competición del BMW 3.0 CSL en 1975, modelo en el que está basado este prototipo.

## Diseño
El CSL Hommage cuenta con aletas ensanchadas, el alerón posterior sobre el pilar C, los enormes deflectores que caracterizaban a los modelos IMSA. También con luces con forma de X que recuerdan a los adhesivos de los coches de resistencia.

### Interior

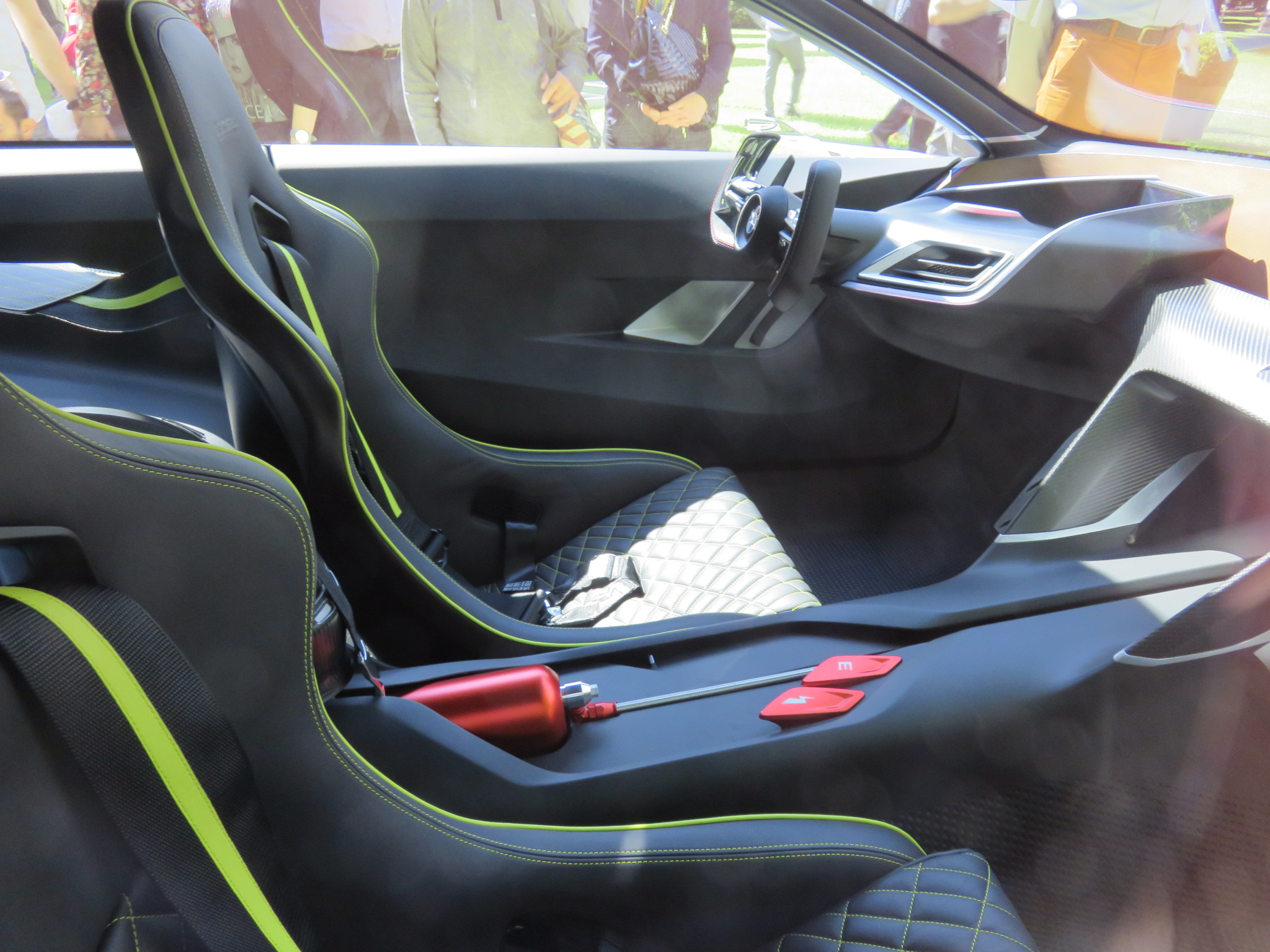
interior del CSL Hommage

En el CSL Hommage, el piloto se ha tomado como el punto de fuga desde el que deben partir todos los trazos del interior. Tanto es así que directamente lo que propone BMW es que sea la propia pantalla del casco del piloto la que proyecte información como la velocidad del coche, la marcha que está puesta y las revoluciones del motor.
El monocasco del piloto lo ha diseñado Puma, y en él las costuras iluminadas que se disponen a lo largo de las mangas pretenden mostrar información útil para el piloto sobre el rendimiento del coche.
Al igual de un asiento fijo anclado directamente al chasis de fibra de carbono. Lo cual según BMW de esta forma consiguen mejorar la rigidez del chasis. Respecto a las motorizaciones, la marca de la hélice no ha revelado nada de manera oficial.

#### Jaula antivuelco
La jaula antivuelco está integrada en la estructura del coche. En un interior en el que se intenta prescindir de todo aquello que no sea absolutamente imprescindible, lo cual llama la atención la combinación de fibra de carbono y madera.
El CSL Hommage muestra el trazado del circuito y los puntos de frenada a través de la madera del panel de instrumentos. En la superficie de madera se integran varias luces que muestran información al conductor. Es un diseño minimalista que solo se rompe con la presencia de una pequeña pantalla de carga del eBoost. 
La columna de dirección cuenta a los lados con dos entradas de aireación que mandan éste directamente hacia el piloto. Una pequeña pantalla en la columna de dirección le da al piloto información sobre los tiempos por vuelta que está haciendo, tiempo total y posición del coche en carrera.